# Federico González del Pino
Federico González del Pino (6 de febrero de 1943-22 de septiembre de 2023) fue un traductor, adaptador, productor, empresario teatral, agente literario y crítico de cine, teatro o televisión argentino.

## Biografía
Hasta 1960, fue pianista. Fue investigador del Centro de Estudios Internacionales Argentino. Fue profesor titular de Derecho Institucional Público en la Universidad de Belgrano (UB), en la Universidad Católica Argentina (UCA) y en la Universidad del Salvador (USAL). 
Falleció el 22 de septiembre de 2023 luego de sufrir una descompensación grave.

## Trayectoria
En la actividad teatral comenzó hacia 1978 junto a Fernando Masllorens, con quien adaptan, traducen y producen teatro desde hace 30 años. Juntos, han llevado a las tablas más de 400 piezas de teatro.
Tradujo o adaptó Caja de Sombras; Papá; Emily; Adiós, Mamá; Chispas; Cartas de Amor; Mamá; Soufflé; Camille; Extraña Pareja Femenina; Charlotte; Flores de Acero; Danza de Verano, etc. En las últimas décadas tradujeron y adaptaron: Amor- Valor-Compasión; Master Class; Humores que Matan; El Cuarto Azul; Sólo Cuando Me Río; Sylvia; Ofensa; Juana de Lorena; Bravo, Caruso; Extraña Pareja; El Asesinato de la Enfermera Jorge; La Noche de la Iguana; Hijos; Angeles en América I y II; Socios en el Amor; Y las Sirenas Cantarán...; Cristales Rotos; La Reina de la Belleza; Art; Nine; Oleanna; Alarma; Mi Bella Dama; Rompiendo Códigos; La Cena de los Tontos; Canciones Maliciosas; Vita y Virginia; Closer; El Juego del Bebé; Variaciones Enigmáticas; Monólogos de la Vagina; Camino a la Meca; Querido Mentiroso; Copenhague; Panorama desde el Puente; La Prueba; El Gran Regreso; Shakespeare Comprimido; En Casa/En Kabul; La Brisa de la Vida; La Profesión de la Sra. Warren; Pequeños Crímenes Conyugales; Cinco Mujeres con el Mismo Vestido; Los Productores; Visitando al Sr. Green; La Duda; ¿Quién le teme a Virginia Woolf?; Yo soy mi Propia Mujer; El Último Yankee; Oscar y la Dama Rosa; Muerte de un Viajante; Tres Versiones de la Vida; El Hombre Inesperado; Codicia; Gorda; Rent; Hairspray; Cómo Aprendí a Manejar; El Diario de Anna Frank; Baraka; Jack se fue a Remar; La Noche que Larry Kramer me Besó; Una Cierta Piedad; La Vuelta al Hogar; El Joven Frankenstein; La Forma de las Cosas; Dos Menos; La Cocina; Raíces; Souvenir; Mi Primera Vez; Chicas del Calendario; Rumores; Un Dios Salvaje; El Descenso del Monte Morgan; Pirañas; Los Reyes de la Risa; Sweeney Todd; Espejos Circulares; Mineros y Todos Felices, entre otras.
Estuvo invitado al ciclo Diseño y Comunicación en las Artes del Espectáculo para ser entrevistado por estudiantes de la Facultad de Diseño y Comunicación de la Universidad de Palermo (16 de abril de 2012).

## Premios
- 1998 Nominado al Premio Teatro del Mundo de la Universidad de Buenos Aires (por Humores que matan, Ángeles en América y Cristales rotos).[6]
- 1999 Nominado al Premio Art.
- 2002 Premio Art por su traducción de Copenhague.
- 2004 Premio Konex Diploma al Mérito entre las cien figuras más destacadas de la década 1994-2003 en las Letras Argentinas.[7]